# Liste der Aussichtstürme im Kanton Waadt
Die folgende Liste von Aussichtstürmen enthält Bauwerke im Kanton Waadt, welche über für den Publikumsverkehr zugängliche Aussichtsmöglichkeiten verfügen.
| Bild                                     | Name des Turms                           | Gemeinde        | Baujahr | Gesamthöhe | Plattformhöhe | Bauwerkstyp          | ZoomViewer Panoramabild |
| ---------------------------------------- | ---------------------------------------- | --------------- | ------- | ---------- | ------------- | -------------------- | ----------------------- |
| Champ Pittet-Turm                        | Champ Pittet-Turm                        | Cheseaux-Noréaz | 2018    | 9 m        | 6 m           | Holzturm             |                         |
| Donjon de Brigands Turm                  | Donjon de Brigands Turm                  | Thierrens       | 2006    | 16 m       | 12 m          | Holzturm             |                         |
| Beobachtungsturm Étang de Suchy          | Étang de Suchy Beobachtungsturm          | Chavornay       | ?       | 10 m       | 8 m           | Holzturm             |                         |
| Gourzeturm                               | Gourzeturm                               | Bourg-en-Lavaux | 1279    | 10,5 m     | 9 m           | Gemauert             |                         |
| Tour de la Grand’Vy                      | Tour de la Grand’Vy                      | Bullet          | 2018    | 13,4 m     | 9 m           | Holzturm             |                         |
| Grangettes-Turm                          | Grangettes-Turm                          | Noville         | ?       | 10 m       | 7,5 m         | Holzturm             |                         |
| Beobachtungsturm der Inseln von Cheseaux | Beobachtungsturm der Inseln von Cheseaux | Cheseaux-Noréaz | ?       | 8,5 m      | 7 m           | Holzturm             |                         |
| Montmagny-Wasserturm                     | Montmagny-Wasserturm                     | Vully-les-Lacs  | 1930    | 41 m       |               | Wasserturm           |                         |
| Mont Pèlerin Fernsehturm                 | Mont Pèlerin-Fernsehturm                 | Chardonne       | 1961    | 122,6 m    | 64,3 m        | Sendeturm Stahlbeton |                         |
| La Tour Ronde                            | La Tour Ronde                            | Orbe            | 1317    | 25 m       | 20 m          | Gemauert             |                         |
| Tour de Saint-Martin                     | Tour Saint-Martin                        | Molondin        | 1240    | 22 m       | 20 m          | Gemauert             |                         |
| Sauvabelin-Turm                          | Sauvabelin-Turm                          | Lausanne        | 2003    | 35,2 m     |               | Holzturm             |                         |
| La Tornallaz                             | La Tornallaz                             | Avenches        | ?       | 14,5 m     | 12 m          | Gemauert             |                         |

Siehe auch: Liste von Aussichtstürmen in der Schweiz